# Медина, Факундо
Факундо Аксель Медина (исп. Facundo Axel Medina; род. 28 мая 1999[…], Буэнос-Айрес) — аргентинский футболист, защитник клуба «Ланс» и сборной Аргентины. Чемпион Панамериканских игр 2019 года. Участник Олимпийских игр в Токио.

## Клубная карьера
Медина — воспитанник клуба «Ривер Плейт». В начале 2018 года Факундо перешёл в «Тальерес» из Кордовы. 12 августа в матче против «Бока Хуниорс» он дебютировал в аргентинской Примере. 25 февраля 2020 года в поединке против «Уракана» Факундо забил свой первый гол за «Тальерес».
Летом 2020 года Медина перешёл во французский «Ланс». 23 августа в матче «Ниццы» он дебютировал в Лиге 1. 13 сентября в поединке против «Лорьяна» Факундо забил свой первый гол за «Ланс».

## Международная карьера
В 2019 года в составе молодёжной сборной Аргентины Медина принял участие в молодёжном чемпионате Южной Америки в Чили. На турнире он сыграл в матчах против Парагвая, Перу, Венесуэлы, Колумбии, Бразилии, Эквадора и дважды Уругвая. В поединке против уругвайцев Анибаль забил гол.
В том же году Морено принял участие в молодёжном чемпионате мира в Польше. На турнире он сыграл в матчах против команд Португалии, Южной Кореи, ЮАР и Мали.
В 2019 году Медина в составе олимпийской сборной Аргентины стал победителем Панамериканских игр в Перу. На турнире он сыграл в матчах против команд Мексики, Панамы, Уругвая и Гондураса.
13 октября 2020 года в отборочном матче чемпионата мира 2022 против сборной Боливии Медина дебютировал за сборную Аргентины.
В 2021 году в составе олимпийской сборной Аргентины Медина принял участие в Олимпийских играх в Токио. На турнире он сыграл в матчах против сборных Австралии, Египта и Испании. В поединке против египтян Факундо забил гол.

## Достижения
Клубная
Аргентина (до 23)
- Победитель Панамериканских игр — 2019